# Yahoo! GeoCities
Yahoo! GeoCities foi criado em 1994 como GeoCities, por David Bohnett e John Rezner. Foi um serviço de hospedagem de sites do portal Starmedia, popular na década de 1990, depois adquirido pelo Yahoo!. A ideia era agrupar os sites em "Cidades", conforme o tema tratado. O GeoCities tinha diversos recursos como o carregamento de arquivos via FTP e editor de páginas on-line. O serviço oferecia espaço de 15 MB para hospedar os arquivos de cada site. Oferecia também editor de HTML, que permitia ao usuário criar páginas em seu próprio editor de Web (FrontPage, por exemplo) e transferir o HTML para esse editor.
Em 1999, este serviço foi comprado por mais de 4 bilhões de dólares e limitado aos usuários cadastrados no Yahoo!. 
Com a oferta de novos serviços de hospedagem gratuitos e o número de propagandas exibidas nas páginas, tornou-se ultrapassado com o tempo.
Em 23 de abril de 2009 o Yahoo! anunciou que encerraria o serviço até o final do ano e passou a não mais aceitar novas inscrições. Em 26 de outubro de 2009, o serviço foi extinto.
No entanto, muitos sites apresentavam conteúdos únicos e inúmeros links para seus endereços. Por isso, logo após o anúncio de seu encerramento, algumas iniciativas, como Reocities e Oocities propuseram o rearmazenamento destes conteúdos em novo endereço (ver links abaixo).
Dada a relevância histórica do Geocities, em 4 de novembro de 2020 o Arquivo.pt também integrou os seus conteúdos que prevaleceram até aos dias de hoje, podendo os conteúdos serem pesquisáveis por páginas, imagens ou via API.

### Sítios que preservaram cópias do Geocities
- «Search Geocities Arquivo.pt»
- «Oocities» (em inglês)